# 上野王子 (大阪市)

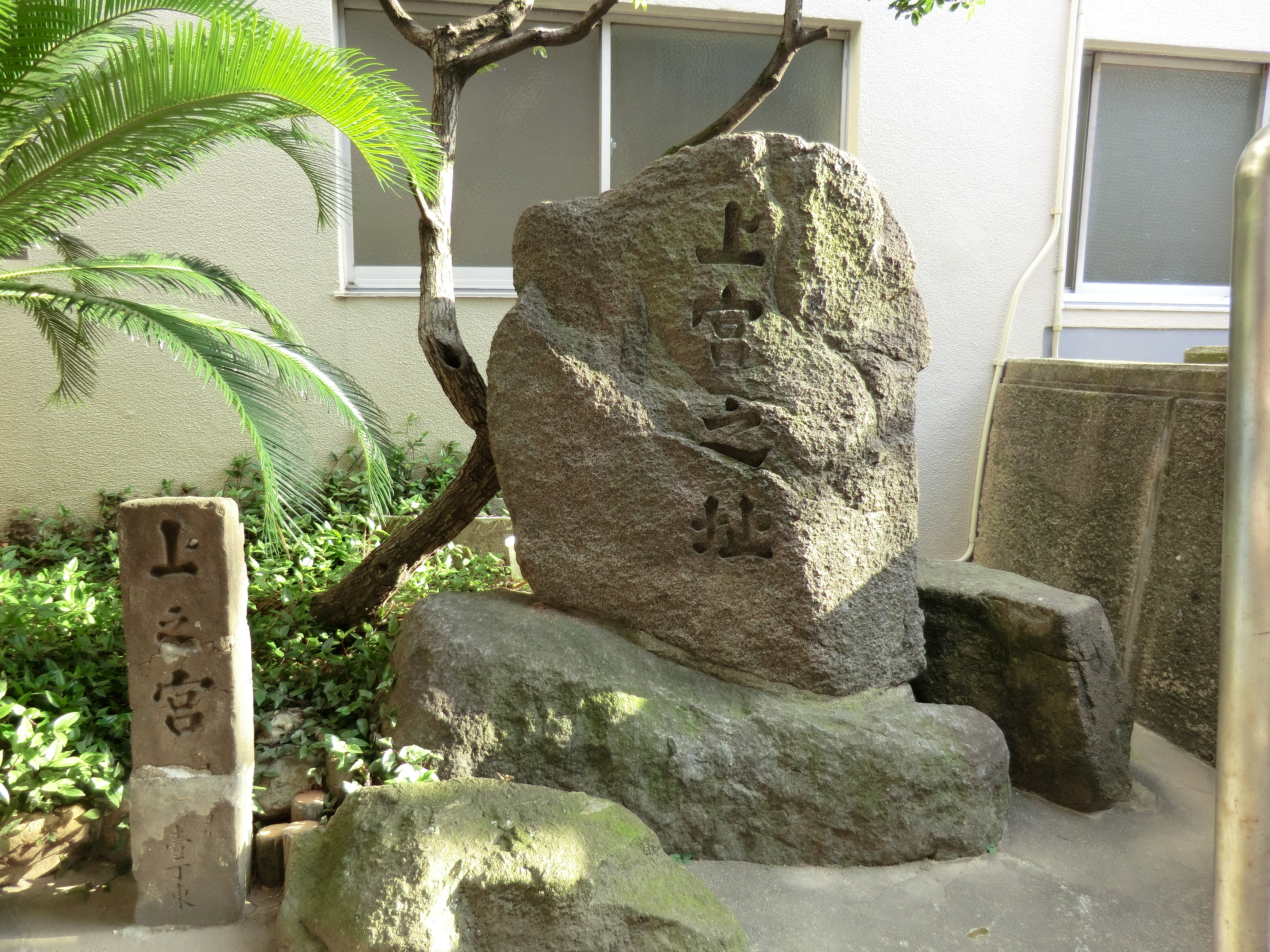
上宮之址碑

上野王子（うえのおうじ）は、九十九王子の4番目。現在消滅。
大阪市天王寺区上之宮町4にある上之宮台ハイツの入り口軒下に「上宮跡」の石碑があり、ここが跡地とされているが、確証は無い。現在は、大江神社（大阪市天王寺区夕陽丘町5-40）に合祀されている。
かつては四天王寺を守る「四天王寺七社」の上之宮神社として、鎮座していた。近くに上宮高校がある。
- 最寄駅
  - 大江神社:地下鉄谷町線四天王寺前夕陽ヶ丘駅およびJR西日本天王寺駅
  - 石碑：近鉄大阪上本町駅